# Északnyugati-Kárpátok
Az Északnyugati-Kárpátok, (helyenként Nyugati-Kárpátok) a Kárpátok legszélesebb (250–300 km) s egyben a legmagasabb szakasza. Fő tömegében Szlovákia területére esik, ezen ország földrajzának fő elemét adja,  de nyúlványai megtalálhatók Ausztria, Csehország, Lengyelország, Magyarország területén is. A Keleti-Alpok északkeleti folytatásában a Hainburgi-rögtől a Tapoly völgyéig húzódik. Legmagasabb pontja a Magas-Tátrában található Gerlachfalvi-csúcs (2655 m). Geológiai szempontból a területén minden övezet igen szép kifejlődésű.

## Elnevezés, elhatárolás
A mai magyar földrajzi irodalom a Kárpátokat négy fő részre osztja, ezek az Északnyugati-Kárpátok, az Északkeleti-Kárpátok, a Keleti-Kárpátok és a Déli-Kárpátok. Nemzetközileg és régebben számos más felosztás és azoknak megfelelő elnevezések is léteztek, léteznek. Az Északnyugati-Kárpátokat nemzetközileg gyakran Nyugati-Kárpátoknak nevezik, viszont Romániában a Nyugati-Kárpátok nevet lényegében az általunk Erdélyi-középhegységnek nevezett hegycsoportra használják.

## Földrajzi, geológiai leírása
A Kárpátok geológiai felosztását Hunfalvy János fogalmazta meg, majd Lóczy Lajos finomította. Eszerint négy övezete van: a külső, homokkő- (flis-) övezet, ezen belül a mészkőszirtek övezete, majd a központi kristályos zóna, legbelül pedig a vulkanikus övezet. A legkevésbé a mészkőövezet határozott. A kristályos övezetétől délre megfigyelhető az ősi variszkuszi hegységrendszernek is egy nagy darabja, a Gömör–Szepesi-érchegység. Az Északnyugati-Kárpátok az egész Kárpátok geológiailag legjellegzetesebb szakasza, mivel a hegyláncot alkotó mind a négy szerkezeti öv részt vesz felépítésében, ezért ez a Kárpátok legösszetettebb szakasza.

### Belső-Kárpátok
Az Északnyugati-Kárpátok törzsterülete, a Belső-Kárpátok kristályos maghegységek hármas vonulatából áll. Geológiailag itt hatalmas, úgynevezett takaróredő-rendszereket (Tátridák, Veporidák, Gömöridák) lehet kimutatni, amelyek az Alpok keleti szerkezeti egységeivel állnak rokonságban. Felépítésükben többszörösen átalakult metamorf, és az azokba benyomult gránitszerű kőzetek vesznek részt. A hagyományos földrajzi leírások kristályos maghegységnek nevezik ezeket a képleteket, mivel a kristályos kőzetű (gránit, gneisz, kristályos pala) magot általában üledékes köpeny takarja be, vagy övezi. Az újabb földtani szakirodalom ezeket a hegységmagokat aljzattakarónak, illetve a rátolódott üledékes köpenyt buroktakarónak nevezi.

#### Belső vonulat
A Belső-Kárpátok három vonulata közül a belsőbe tartozik a bonyolult felépítésű Gömör–Szepesi-érchegység, újabb nevén Szlovák-érchegység az Ipoly és a Hernád között. A érchegységet észak és dél felől vastag triász mészkőtakaró övezi. Északon a Murányi-fennsík és a Szlovák Paradicsom, délen a Gömör–Tornai-karszt fennsíkjai kapcsolódnak a Gömör–Szepesi érchegység tömegéhez.
A Murányi-fennsík a Rima és a Murány forrásvidéke, valamint a Garam felső völgye között emelkedő 1000–1200 méter magas karsztfennsík.

#### Középső vonulat
A középső és külső kristályos vonulat maghegységeinek vázát a Tátrai-takarórendszer gránitos-metamorf kőzetei képezik. Ezeket foltokban betakarják a Fátrai- és Garami-takarórendszer üledékes kőzetei.
A középső vonulat a Kisalföld pereménél kezdődik. Első tagja, a Tribecs, rögökre tagolódó középhegység. Legmagasabb csúcsa csak 829 méteres, a hegység középső részén, anyaga granodiorit. Délen, a Zobor hegy lábánál Árpád-kori nyugati palóc falvak találhatók, magyar nyelvszigetet alkotva.
A Nagy-Fátra szerkezetében az aljzattakaró gránit, gneisz és csillámpala; ezek csak a hegység északi részén bukkannak felszínre. A hegység anyagát főleg mezozoikumi üledékes kőzetek, mészkövek és dolomitok adják, amelyek takaróredőkben fedik az idősebb kőzeteket. Az erdős talapzatból enyhe lejtőkkel emelkednek ki az alhavasi rétekkel, sziklagyepekkel fedett tetők (a legmagasabb pont 1592 méter). A sugarasan lefutó bővizű patakok a hegység peremét felszabdalták. A Vág felé tartó Lubochnyai-völgy mintegy kettészeli a hegység északi részét, és feltárja a mélyben található kristályos kőzeteket.
Az Alacsony-Tátra 80 kilométer hosszú, 1500–1800 méter magas gerince a középső kristályos vonulat legjelentősebb hegysége, főleg metamorf kőzetekből épül fel; üledékes fedőrétegek a hegység északi oldalán jelennek meg, a Deményfalvi- és Szentiváni-völgy között. A gyephavas jellegű magashegység főgerincén három 2000 méternél magasabb csúcs emelkedik (Gyömbér, 2045 méter és a Chopok, 2023 méter). A gerinc a Csertovicei-hágó környékén lealacsonyodik, majd újból emelkedni kezd, de keleten, a Király-hegy környékén már nem éri el a 2000 métert. Aszimmetrikus hegység, észak felé meredeken szakadnak le a lejtői, amit kárfülkék tovább hangsúlyoznak. Glaciális eredetű tava a Verbói-tó. A gránitos lejtőkön eredő patakok az északi mészkőtakaróhoz érkezve víznyelőkben tűnnek el. Itt alakult ki az Északnyugati-Kárpátok egyik legjelentősebb karsztvidéke, hatalmas barlangrendszerrel (Deményfalvi-jégbarlang).
Keletre a Branyiszkói-hegységben ismét felszínre kerülnek az aljzattakaró kőzetei. Ezzel a rögcsoporttal zárul a középső vonulat.

#### Külső vonulat
Ez a vonulat a Dévényi-kapunál kezdődik a Kis-Kárpátokkal. Erre a rögökre tagolt középhegységre (768 méter), mezozoikumi mészkövek takaró-darabjai rakódtak. A következő eleme a vonulatnak a Vág keleti oldalán az Inovec-hegység (1042 méter) aminek mészkőből és dolomitból álló takaró-szirtjein épült Beckó és Trencsén vára.
A következő szakaszt, a Sztrázsó-hegységet mezozoikumi homokkő, mészkő, márga, dolomit üledékek építik fel a Vág mentén Zsolna és Trencsén között. A hegység alapját képező kristályos kőzetek csak délkeleten bukkannak a felszínre. Legmagasabb pontja 1213 méter magas, középső triász kori mészkőből épült.
A vonulat következő darabja a Kis-Fátra (1709 méter) gyephavasi jellegű tája, a Vág szeli ketté.
Az Északnyugati-Kárpátok legmagasabb része, a Tátra-csoport, a Liptói-havasokkal kezdődik. A Magas-Tátra gyűrt, takarós szerkezetű magashegység. A karbon időszaki gránitos kőzetekből álló hegység éles, jég alakította gerince észak felé nyitott patkó-alakot mutat.

#### Medencék
A Belső-Kárpátok medencéi jelentették a flóra és a fauna, majd az ember számára a legfontosabb élettereket. Ezeket a Tátrákban eredő Vág kapcsolja össze. A harmadidőszaki tengeri és negyedidőszaki, folyók által lerakott üledékekkel fedett Liptói-, Turóci-, illetve Zsolnai-medence hűvös, csapadékos éghajlata a földművelés számára nem igazán kedvező. Fő terményei a burgonya, a zab, az árpa és a len, a komló. Peremi legelői és rétjei a havasi pásztorkodás, főleg a juhászat számára nyújtanak kedvező feltételeket. A Belső-Kárpátok legtermékenyebb, kellemes éghajlatú medencéje a Szepességi-medence a kristályos és flisvonulatok között, a Gölnic és a Hernád mentén fekszik.

### Szirtöv
A Belső-Kárpátok külső peremén alakult ki a csaknem 900 kilométer hosszú, de mindössze 2–20 kilométer széles szirtöv. Anyagát a jura időszakban megnyílt Pennini-óceánban lerakódott meszes, tűzköves üledékanyag. Az üledékek a kréta korszak végén gyűrődtek meg, váltak takaróvá. Ezek a harmadidőszaki hegységképződési folyamatok során belegyúródtak a fiatalabb flis képződményekbe. Később, a lepusztulási folyamatok során a keményebb anyagú tömbök kipreparálódtak, és a jelenkorra mintegy 4000 meredek falú sziklás bérc jelent meg a kárpáti homokkő vonulataiban.
A szirtöv első csoportjai a Fehér-Kárpátok középső és északi részén helyezkednek el (Lednici szirt, Oroszlánkő). Az élükre állított rétegek keményebb anyaguk miatt magasra kiemelkednek. Számos ilyen szirtre építettek várat a középkorban.
A Sztrázsói-hegység északi részén a szirtöv folytatódik a Vág keleti oldalán is. Itt találhatók a festői szorosáról ismert Manini-hegység, valamint a Szulyói-sziklák is. A szirtöv talán legismertebb darabja az a csúcs, amire Árva vára épült.
A Pieninekben, Szlovákia és Lengyelország határán, a 25 kilométer hosszú, keskeny hegyvonulat gerincén fűrészfogakként jelennek meg a jura–kréta mészkőszirtek, amelyek legszebb darabjai a Dunajec mentén emelkednek (mint a Három korona-hegy, 982 méter). A Pieninek Szlovákia területén kettős vonulatban délkelet felé húzódnak és Ólubló környékén végződnek.

### Külső flis övezet
A Kárpátok külső vonulatai az Északnyugati-Kárpátokban lényegében csak flis képződményekből tevődnek össze. Ezen a területen igen változatos a domborzat, alacsony dombságok (mint a Wieliczkai-dombság), erdős középhegységek (Nyugati-Beszkidek), mellett glaciális eredetű csúcsok (Babia Góra) is találhatók.
A flis takarórendszerek a kréta és a paleocén folyamán a peremi óceánok (Paratethys) mélytengeri árkaiban felhalmozódott üledék felgyűrődésével keletkeztek az alpi orogén ciklus újalpi hegységképző fázisaiban.
A Kárpátok flis öve a kis Mikulovi-hegységgel kezdődik Ausztria és Csehország határán. Ettől észak-északkeletre, a Morva-medence közepén szigetszerűen ismét felszínre bukik a flisvonulat a Morva-Kárpátokban, amelynek dombságai, alacsony középhegységei három részmedencére osztják a Morva-medencét.
A Morva–Szlovák-határhegységben a flis képződmények két vonulatot is alkotnak a Morva-medencétől a Jablunkai-hágóig terjed. A belső vonulat alkotja a vízválasztót a Vág és a Morva között, részei a Myavai-dombság, a Fehér-Kárpátok és a Javornik. Itt a flis és a szirtöv közel kerül egymáshoz, különösen a Fehér-Kárpátokban, ami a nevét is fehér szirtekről kapta. A külső vonulatot a Morva felé tartó patakok felszabdalták és erősen tagolt hegyvidékké alakították.
A flis övének legnagyobb tömegét a Nyugati-Beszkidek adják. Ez a hegység a Jablunkai- és Duklai-hágó között több párhuzamos vonulatból áll, anyaga harmadidőszaki homokkő, márga, pala. A Nyugati-Beszkidek középső vonulata, ami nagyrészt vízválasztót is alkot, volt a történelmi Magyarország határa. A középső vonulat a homokkő hegységbe ékelődő Magas-Tátránál megszakad.

### Vulkáni övezet
Az Északnyugati-Kárpátok belső oldalán két vulkáni vonulat található, amelyek 19–12 millió évvel ezelőtt keletkeztek.
Az északabbra fekvő külső vulkáni vonulat egy hatalmas rétegvulkán maradványa. A kitörés centruma a miocén kor bádeni emeletében a mai Selmeci-hegység területén volt, majd a körülbelül 20 kilométer átmérőjű kalderás szerkezet lepusztult és a későbbi kitörések e hegység körül építették fel a vonulathoz tartozó többi hegyet. Főleg andezitlávából és piroklasztikumból áll, belsejében dioritos és granodioritos intrúziók, savanyú és bázikus vulkáni kőzetek is előfordulnak. A tűzhányó kitörésének fő szakaszában keletkezett oszlopos andezit lávakőzetek jól láthatóak a hegység legmagasabb pontján, a Szitnyán (1009 méter).
A későbbi kitöréseket riolitos vulkánosság és hidrotermális tevékenység követte. Ekkor keletkeztek a Körmöci-, Selmeci- és Újbányai-hegység arany- és ezüsttartalmú ércei. Pliocén kori bazaltkitörések emléke a selmecbányai Kálvária-hegy, amely tulajdonképpen egy vulkáni kürtőkitöltés. Az eddigi utolsó tűzhányó kitörésre mintegy 50 000 évvel ezelőtt került sor, ekkor keletkezett egy kis bazalttufa kúp a hegység nyugati peremén. Az innen indult lávafolyás a Garam teraszain ömlött szét Újbányával szemben. A külső vulkáni vonulat legmagasabb és legépebben megmaradt kitörési központja a Polyána (1458 méter) a Zólyomi-medence peremén.
A belső vulkáni vonulat tagjai a magyarországi Északi-középhegységet alkotják, ami az Északnyugati-Kárpátok legbelső vonulata, fő tagjai a Visegrádi-hegység, a Börzsöny, a Cserhát, a Mátra, valamint a vonulat utolsó és legfiatalabb tagja, az Eperjes–Tokaji-hegység. A vulkáni szerkezetekben megjelent hidrotermális eredetű érceket (arany, réz, cink, ón, ólom) nagyrészt már kitermelték (Nagybörzsöny, Gyöngyösoroszi, Telkibánya), vagy gazdasági jelentőségük napjainkban mára lecsökkent (Recsk). Nagyobb a fontossága az egyéb ásványi anyagoknak (kaolinit, bentonit, perlit és mások), amelyeket főleg az Eperjes–Tokaji-hegységben bányásszák.
Leginkább triász kori mészkő alkotja a Bükk-vidéket, illetve a Nyugati-Cserhát rögeit (Naszály, Romhányi- és Csővári-rög). Itt található a Kárpát-medence egyik legérdekesebb karsztos területe.
A belső vulkáni vonulathoz tartozó hegységeket és a Bükköt harmadidőszaki üledékeken kialakult dombsági tájak veszik körül. A külső vulkáni vonulattól és a Gömör–Szepesi-érchegységtől paleogén és neogén üledékekkel kitöltött medencék (Nógrádi-, Gömöri-, Abaúj–Tornai-medence) választják el. Ezekben a medencékben három jellegzetes morfológiai szint alakult ki: folyó menti ártéri sík, teraszvidék és medenceperemi dombság.

## Részei táblázatokban és térképeken

### Külső vonulat
| Délmorva-Kárpátok          | Délmorva-Kárpátok            |
| -------------------------- | ---------------------------- |
| a1                         | Alsó-ausztriai-szigethegység |
| Középmorva-Kárpátok        |                              |
| b1                         | Ždánicei-erdő                |
| b2                         | Litenčicei-dombság           |
| b3                         | Mars-hegység                 |
| b4                         | Kyjovi-dombság               |
| Morva–Szlovák-határhegység |                              |
| c1                         | Fehér-Kárpátok               |
| c2                         | Jávornik                     |
| c3                         | Miavai-dombság               |
| c4                         | Közép-Vágvölgyi-medencesor   |
| c5                         | Vizovicei-hegység            |

| Morva–Sziléziai-Beszkidalja | Morva–Sziléziai-Beszkidalja |
| --------------------------- | --------------------------- |
| d1                          | Morva–Sziléziai-dombság     |
| d2                          | Sziléziai-dombság           |
| d3                          | Wieliczkai-dombság          |
| d4                          | Wiśniczi-dombság            |
| Nyugati-Beszkidek           |                             |
| e1                          | Hostýn–Vsetíni-hegység      |
| e2                          | Morva–Sziléziai-Beszkidek   |
| e3                          | Turzófalvi-hegycsoport      |
| e4                          | Jablonkai-völgy             |
| e5                          | Rožnovi-völgy               |
| e6                          | Jablonkai-felföld           |
| e7                          | Sziléziai-Beszkidek         |
| e8                          | Żywieci-medence             |

| Lengyel Nyugati-Beszkidek | Lengyel Nyugati-Beszkidek |
| ------------------------- | ------------------------- |
| f1                        | Kis-Beszkidek             |
| f2                        | Makówi-Beszkidek          |
| f3                        | Szigetes-Beszkidek        |
| f4                        | Gorce                     |
| f5                        | Rabkai-medence            |
| f6                        | Szandeci-medence          |
| Középső-Beszkidek         |                           |
| g1                        | Magas-Beszkidek           |
| g2                        | Kiszucai-hegység          |
| g3                        | Árvai-Magura              |
| g4                        | Árva–Liptói-mészkőhegység |
| g5                        | Beszkidalji-medence       |
| g6                        | Beszkidalji-hegység       |

| Keleti-Beszkidek | Keleti-Beszkidek                         |
| ---------------- | ---------------------------------------- |
| h1               | Szandeci-Beszkidek                       |
| h2               | Csergő-hegység                           |
| h3               | Pieninek                                 |
| Északi-Tátraalja |                                          |
| i1               | Szkorusina                               |
| i2               | Tátraalji-barázda                        |
| i3               | Szepesi-Magura                           |
| i4               | Lőcsei-hegység vagy Lőcse–Lublói-hegység |
| i5               | Branyiszkó-hegység                       |
| i6               | Felső-Tarca-völgy                        |
| i7               | Szinyei-dombság                          |
| i8               | Árvai-medence                            |

### Belső vonulat
| Gömör–Szepesi-érchegység | Gömör–Szepesi-érchegység |
| ------------------------ | ------------------------ |
| a1                       | Vepor-hegység            |
| a2                       | Szepes–Gömöri-karszt     |
| a3                       | Sztolica-hegység         |
| a4                       | Rőcei-hegység            |
| a5                       | Rozsnyói-hegység         |
| a6                       | Csernahora               |
| a7                       | Rozsnyói-medence         |
| a8                       | Gömör–Tornai-karszt      |

| Tátra–Fátra-vidék | Tátra–Fátra-vidék         |
| ----------------- | ------------------------- |
| b1                | Kis-Kárpátok              |
| b2                | Inóc-hegység              |
| b3                | Tribecs-hegység           |
| b4                | Sztrázsó-hegység          |
| b5                | Szulyó–Manini-hegycsoport |
| b6                | Zsár-hegység              |
| b7                | Kis-Fátra                 |
| b8                | Nagy-Fátra                |
| b9                | Óhegyi-Tátra              |
| b10               | Kócs-hegység              |
| b11               | Tátra                     |
| b12               | Alacsony-Tátra            |
| b13               | Kecskehát                 |
| b14               | Branyiszkói-hegység       |
| b15               | Zsolnai-medence           |
| b16               | Felső-nyitrai-medence     |
| b17               | Turóci-medence            |
| b18               | Liptó–Szepesi-medence     |
| b19               | Hernád-medence            |
| b20               | Felső-Garam-medence       |

| Selmeci-körhegység | Selmeci-körhegység         |
| ------------------ | -------------------------- |
| c1                 | Madaras                    |
| c2                 | Újbányai-hegység           |
| c3                 | Selmeci-hegység            |
| c4                 | Körmöci-hegység            |
| c5                 | Zólyomi-Polyána            |
| c6                 | Osztrovszki-hegység        |
| c7                 | Jávoros                    |
| c8                 | Korponai-erdő              |
| c9                 | Zólyomi-medence            |
| c10                | Tótpelsőci-medence         |
| c11                | Garamszentkereszti-medence |

| Losonc–Kassai-felföld | Losonc–Kassai-felföld  |
| --------------------- | ---------------------- |
| d1                    | Középső-Ipoly-medence  |
| d2                    | Abaúj-Tornai-medence   |
| d3                    | Kassai-medence         |
| Északi-középhegység   |                        |
| e1                    | Börzsöny               |
| e2                    | Gödöllői-dombság       |
| e3                    | Cserhát                |
| e4                    | Mátra                  |
| e5                    | Bükk-vidék             |
| e6                    | Cserehát               |
| e7                    | Eperjes–Tokaji-hegység |
| e8                    | Zempléni-rögök         |